# روي كروسلي
روي كروسلي (بالإنجليزية: Roy Crossley)‏ (16 أكتوبر 1923 في المملكة المتحدة - 2003) هو لاعب كرة قدم بريطاني (وحمل سابقاً جنسية المملكة المتحدة لبريطانيا العظمى وأيرلندا) في مركز الهجوم. لعب مع ستوك سيتي وهدرسفيلد تاون ونادي هاليفاكس تاون.